# JAX-WS
Java API for XML Web Services（JAX-WS）是Java程序设计语言一个用来创建Web服务的API。JAX-WS是sun的Java企业平台一部分。和其它Java EE的API一样，JAX-WS使用了Java SE 5引入的Java标注机制来简化Web服务客户端和服务端的开发和部署。
JAX-WS的参考实现是作为一个开源项目开发的，是GlassFish项目的一部分, GlassFish是一个开源的Java EE应用服务器。参考实现，称作JAX-WS RI（参考实现的英文缩写）声称达到了生产质量的实现（以前的参考实现只不过是概念的验证）。该参考实现现在是Metro 的一部分。
JAX-WS也是WSIT的基础之一。

## 名称变更
在Java平台企业版 5中，JAX-WS 2.0替换了JAX-RPC API。名称的变更反映了从RPC-style到document-style的Web服务的变迁。